# Alexander Pedersen
Peder Alexander „Alex” Pedersen (ur. 4 lutego 1891 w Kristianii, zm. 10 lutego 1955 w Oslo) – norweski lekkoatleta specjalizujący się w biegach sprinterskich, uczestnik igrzysk olimpijskich.
Na igrzyskach w Sztokholmie wystartował w dwóch konkurencjach. W biegu na 100 metrów zajął miejsca 3-5 w swoim biegu eliminacyjnym i odpadł z dalszej rywalizacji (czas nieznany). W biegu na 400 metrów Pedersen ukończył swój bieg eliminacyjny z czasem 51,9 sekundy, co dawało mu premiowane awansem drugie miejsce lecz ostatecznie został zdyskwalifikowany.
Rekordy życiowe: 
- Bieg na 100 metrów – 10,9 (1913)
- Bieg na 400 metrów - 51,0 (1915)